# Distretto di Aïn Beida Harriche
Il distretto di Aïn Beida Harriche è un distretto della Provincia di Mila, in Algeria.

## Comuni
Il distretto di Aïn Beida Harriche comprende 2 comuni:
- Aïn Beida Harriche
- Elayadi Barbes[1]